# 十斋日
十齋日是佛教、道教的習俗，要在農曆的初一、初八、十四、十五、十八、廿三、廿四、廿八、廿九、三十這十天齋戒。據說在此十日齋戒，禮佛、懺悔，誦經，即可保佑一家健康、平安、富足。《大智度論》等，則說六齋日，為初八、十四、十五、廿三、廿九、三十日。
若按《阿含經》的說法，則為「四齋日，是在農曆初一、初八、十五、廿三，於此四日守八關齋戒，此時也是佛教出家眾的布薩日。
原先齋日的持齋傳統為「不非時食」（過午不食），在漢傳佛教提倡素食的影響之下，逐漸演變為今日初一、十五以素食為持齋的說法，稱之為「朔望齋」。

## 十齋日

### 佛教
《地藏菩薩本願經》如來讚歎品第六 

復次普廣，若未來世眾生，於月一日、八日、十四日、十五日、十八日、二十三、二十四、二十八、二十九日、乃至三十日，是諸日等，諸罪結集，定其輕重。南閻浮提眾生，舉止動念，無不是業，無不是罪。何況恣情殺害、竊盜、邪婬、妄語，百千罪狀。能於是十齋日，對佛菩薩、諸賢聖像前，讀是經一遍，東西南北百由旬內，無諸災難。當此居家，若長若幼，現在、未來百千歲中，永離惡趣。能於十齋日每轉一遍，現世令此居家，無諸橫病，衣食豐溢。

《大明三藏法數》
《地藏菩薩十齋日》敦煌寫本

十齋日。月一日善惡童子下。八日，太子下。十四日察命伺錄下。十五日五道大神下。十八日閻羅王下。二十三日天大將軍下。二十四日帝釋下。二十八日太山府軍下。二十九日四天王下。三十日天曹地府下。一日，童子下，念定光如來佛，持齋除罪四十劫，不墮刀槍地獄；八日，太子下，念藥師琉璃光佛，持齋除罪三十劫，不墮粉草地獄；十四，察命下，念賢劫千佛，持齋除罪一千劫，不墮鑊湯地獄；十五日，五道大將軍下，念阿彌陀佛，持齋除罪二百劫，不墮寒冰地獄；十八日，閻羅王下，念觀世音菩薩，持齋除罪九十劫，不墮劍樹地獄；二十三日，天大將軍下，念盧舍那佛，持齋除罪一千劫，不墮餓鬼地獄；二十四日，太山府君下，念地藏菩薩，持齋除罪九十劫，不墮纔截地獄；二十八日，天帝釋下，念阿彌陀佛，持齋除罪一千劫，不墮鐵鋸地獄；二十九日，四天王下，念藥王藥上菩薩，持齋除罪七千劫，不墮磑磨地獄；三十日，大梵天王下，念釋迦牟尼佛，持齋除罪八千劫，不墮寒冰地獄。

### 道教
《三洞珠囊》

《太真科上卷》云：學道樂生，好法修術，長齋菜食，得道乃休，此第一業也。次齋千日、百日、月日，節食麤食，服氣服藥，飴食隨堪，密行其間，他事公私之急，皆聽暫解，事竟續之，心形無怠，尅成真仙，空名苟修，息慢增考。科曰：凡一年正月、三月、五月、七月、九月、十一月，此六月應齋。又一月之中，一日、八日、十四日、十五日、十八日、二十三日、二十四日、二十八日、二十九日、三十日，此十日名曰十直齋，皆天神下降，精修得福也。

《太上洞玄靈寶業報因緣經》

又每月一日，元始西北天與北斗，及傳言使者下。八日，元始北方天與北斗司殺鬼，及赤車使者下。十四日，元始東北天與太一使者，及典司使者下。十五日，元始東方天與天帝，及天地水三官，并監司使者下。十八日，元始東南天與天一，及賊曹使者下。二十三日，元始南方天與太一八神使者，及符章侍從下。二十四日，元始西南天與北辰，及守宅三將軍下。二十八日，元始西方天與下太一，及天公使者下。二十九日，元始下元天與中太一，及諸官將軍下。三十日，元始上元天與上太一，及天帝使者下。皆與諸天眾聖、至真尊神、仙童玉女、四司五帝、五斗監司，建節持幢，步虛誦經，檢行男女所積善惡罪福因緣。

## 四齋日
《阿含》以及《巴利經藏》中說「四齋日」。這是指印度曆法中的白黑月（Paksha）每常八日，若十四日，若十五日。此說同於《南海寄歸內法傳》所載印度習俗：
- 黑月（Kṛṣṇa-pakṣa）八日
- 黑月十四日或十五日
- 白月（Śukla-pakṣa）八日
- 白月十五日

若對應到中國曆法，禪宗叢林是以農曆每月一日（朔）、八日（上弦）、十五日（望）、二十三日（下弦）為持齋日，稱作四齋日。此日須諷經持戒以修福德。
泰國稱此為「佛日」，每月有四個佛日，各在泰國陰曆上半月的第八日和第十五日，即初八、月望、廿三、月末。全年共48個佛日，以泰國陰曆三月十五日的萬佛日、六月十五日的佛誕日和八月十五日的三寶日為最重要的佛日。
《勅修百丈清規》

月旦。月望。初八。廿三。四齋日。隔宿堂司行者報眾。掛諷經牌。 次早鐘絕。後鳴僧堂前鐘。集眾登殿。維那舉楞嚴呪。唱藥師號。
《大毘婆沙論》

「三十三天於白黑月每常八日若十四日，若十五日，集善法坐，稱量世間善惡多少。見造善者便擁護之，見造惡者即共嫌毀。」

《增壹阿含24品6經》

十五日（即半月）中有三齋法，云何為三？八日、十四日、十五日。比丘！當知：或有是時，八日齋日，四天王遣諸輔臣觀察世間，誰有作善惡者？何等眾生有慈孝父母、沙門、婆羅門及尊長者？頗有眾生好喜布施、修戒、忍辱、精進、三昧、演散經義、持八關齋者？具分別之。
《雜阿含1117經》

於月八日，四大天王敕遣大臣，案行世間：『為何等人供養父母、沙門、婆羅門、宗親尊重、作諸福德？見今世惡，畏後世罪，行施作福，受持齋戒？於月八日、十四日；十五日，及神變月，受戒布薩？』至十四日，遣太子下觀察世間：『為何等人供養父母，乃至受戒布薩？』至十五日，四大天王自下世間，觀察眾生：『為何等人供養父母，乃至受戒布薩？』

## 六齋日
《四天王經》以及《大智度論》中，則全舉而為「六齋日」，即每月初八、十四、十五、廿三、廿九、三十日。《大智度論》說此六日有惡鬼神害人，故須齋戒。《四天王經》等，則說此六日是四天王等天神下降，監察人間善惡，故須齋戒。
《四天王經》

諸天齋日，伺人善惡，須彌山上即第二天，天帝名因，福德巍巍，典主四天，四天神王，即因四鎮王也，各理一方。常以月八日遣使者下，案行天下，伺察帝王臣民、龍、鬼、蜎飛、蚑行、蠕動之類，心念、口言、身行善惡；十四日遣太子下；十五日四王自下；二十三日使者復下；二十九日太子復下；三十日四王復自下。 

《大智度論》

「六齋日，月八日、二十三日、十四日、二十九日、十五日、三十日，諸天眾會.....佛告須菩提：如是！如是！是善男子、善女人，若六齋日：月八日，二十三日，十四日，二十九日，十五日，三十日，在諸天眾前，說是般若波羅蜜，是善男子、善女人，得無量無邊、阿僧祇、不可思議、不可稱量福德。」